# Génie sensoriel
Le génie sensoriel est une discipline d'ingénierie qui concerne la prise en compte des perceptions objectives et subjectives d'un utilisateur dans les activités de conception de produit industriel.
Le génie sensoriel appréhende tous les sens et plus spécifiquement les systèmes visuels, auditifs, proprioceptifs et olfactifs.